# Uppstaig
Uppstaig este o arie protejată (arie specială de conservare — SAC, sit de importanță comunitară — SCI, arie de protecție specială avifaunistică — SPA) din Suedia întinsă pe o suprafață de 186,3 ha, integral pe uscat.

## Localizare
Centrul sitului Uppstaig este situat la coordonatele 57°26′09″N 18°47′32″E / 57.4359°N 18.7921°E.

## Înființare
Situl Uppstaig a fost declarat arie de protecție specială avifaunistică în decembrie 1996 pentru a proteja 2 specii de animale. Alte tipuri de protecție:
- sit de importanță comunitară (în ianuarie 1997)
- arie specială de conservare (în martie 2011)[1][3][4]

## Biodiversitate
Situată în ecoregiunea boreală, aria protejată conține 5 habitate naturale: Pajiști cu Molinia pe soluri calcaroase, turboase sau argilos-nămoloase (Molinion caeruleae), Taiga vestică, Mlaștini calcaroase cu Cladium mariscus și specii de Caricion davallianae, Pajiști uscate seminaturale și facies de acoperire cu tufișuri pe substraturi calcaroase (Festuco-Brometalia) (* situri importante pentru orhidee), Alvar nordic și șisturi calcaroase precambriene.
La baza desemnării sitului se află mai multe specii protejate de  păsări (2): minunița (Aegolius funereus), ciocănitoare neagră (Dryocopus martius).